# Hysplex
 (novembre 2024).

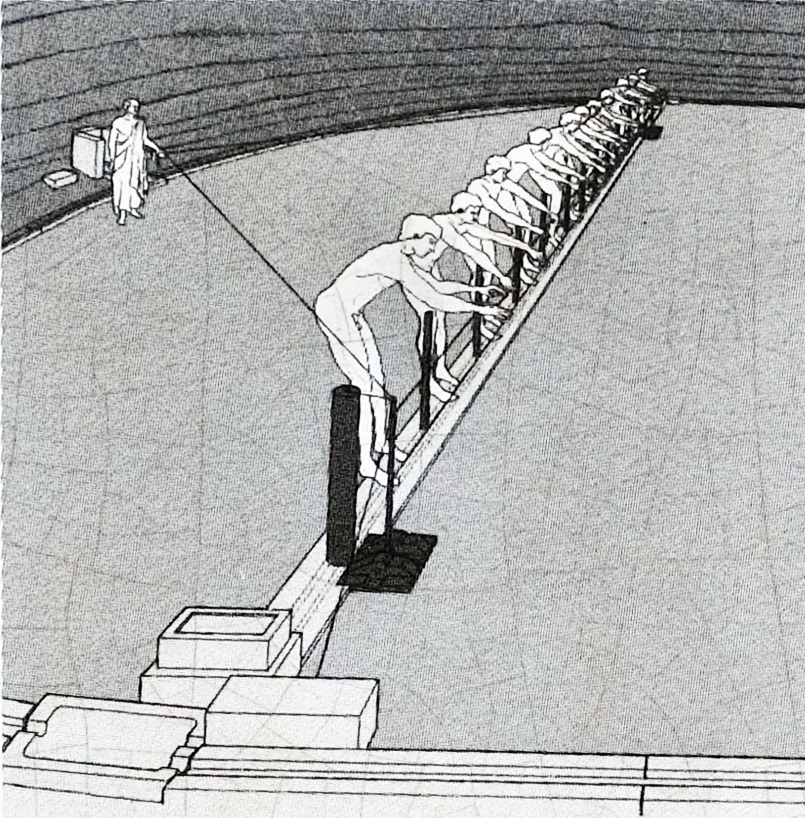
Dessin illustrant l'utilisation d'un hysplex pour éviter un faux départ.

L'hysplex (ὕσπληξ) est un mécanisme utilisé en Grèce ancienne pour donner le départ des courses hippiques et des courses à pied. 
Il consiste en la combinaison de deux barres maintenues ensemble autour d'un point, l'une étant fixée à la verticale du sol sur la ligne de départ, l'autre pouvant se mouvoir, grâce à la tension d'une corde, dans le plan de la ligne de départ perpendiculaire au sol. Un système replaçant la barre mobile par deux cordes a pu aussi exister.

## Déroulement d'une course

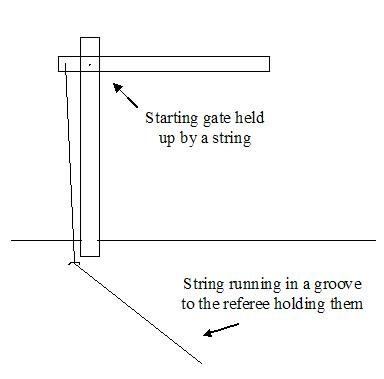
Schéma d'un hysplex.

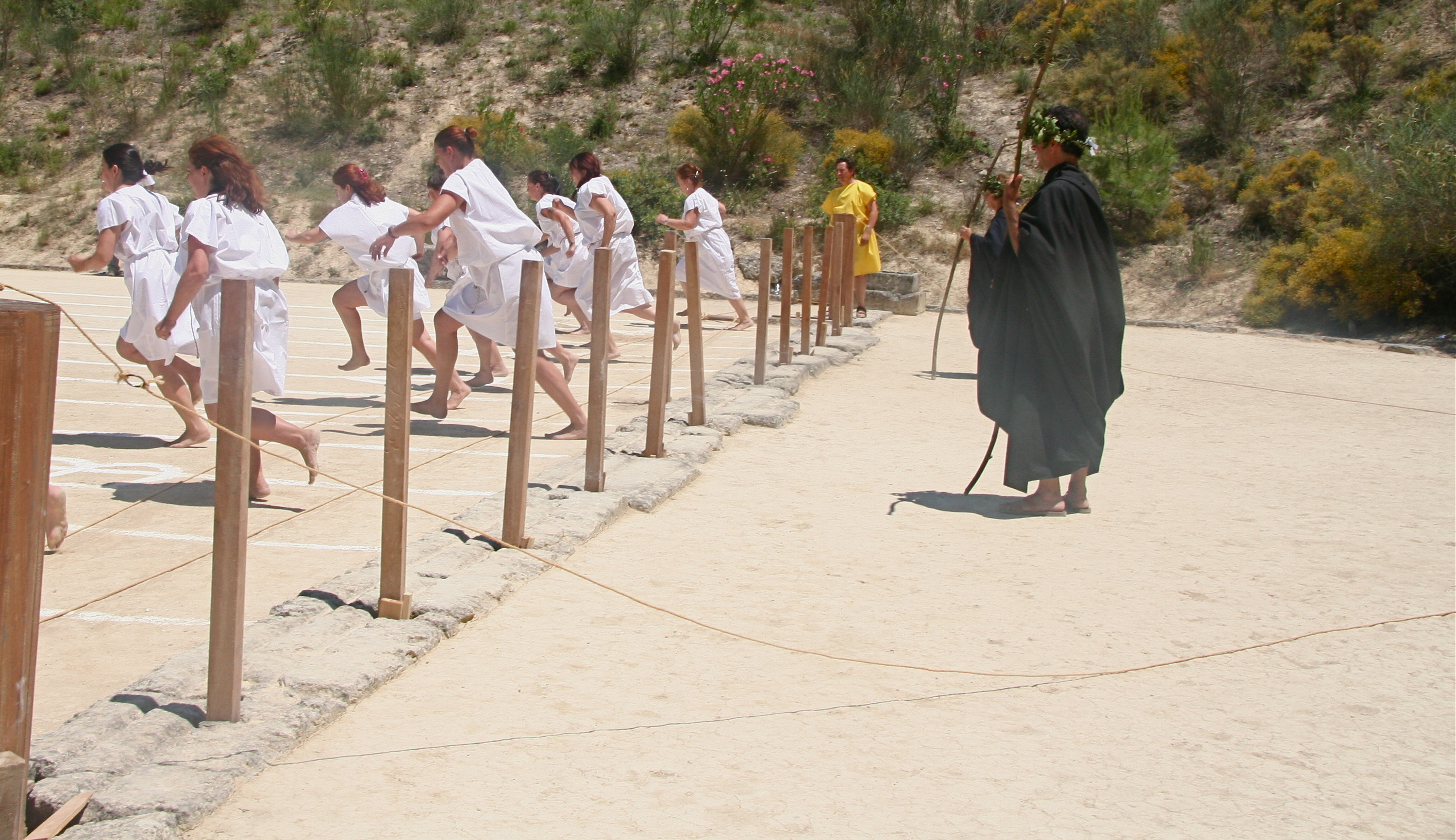
Reconstitution du départ d'une course à pied avec un hysplex à Némée (Grèce) en 2012.

Avant le départ de la course, tous les coureurs viennent se placer derrière leur hysplex. Un arbitre situé en arrière de la ligne de départ tend alors l'ensemble des cordes, de sorte que les barres mobiles montent et se maintiennent à l'horizontale.
Au moment du départ, l'arbitre lâche l'ensemble des cordes : les barres mobiles tombent par gravité et libèrent le passage devant les coureurs.

## Avantage
À l'origine, le départ des courses était probablement donné par un signal sonore (cri, coup de trompette…). Les athlètes pouvaient être tentés d'anticiper ce signal et commettre des faux départs. En libérant au même moment le passage devant chaque coureur, un système bien coordonné d'hysplex permettait de remédier à ce problème,. 

## Sources
Le mécanisme de l'hysplex est connu grâce à des sources archéologiques (représentations sur des vases) et littéraires (descriptions de l'époque hellénistique et romaine).